# Кьервик, Эйвин
Э́йвин Кье́рвик (норв. Eivind Kjærvik, Eivind Kjaervik) — норвежский кёрлингист.
В составе мужской сборной Норвегии участник чемпионата мира 1964 (заняли пятое место). Чемпион Норвегии среди мужчин.
Играл на позиции четвёртого.

## Достижения
- Чемпионат Норвегии по кёрлингу среди мужчин: золото (1964).

## Команды
| Сезон   | Четвёртый     | Третий      | Второй           | Первый      | Турниры                      |
| ------- | ------------- | ----------- | ---------------- | ----------- | ---------------------------- |
| 1968—69 | Эйвин Кьервик | Пер Холакер | Кристиан Альстад | Эрлинг Веен | ЧНМ 1964 · ЧМ 1964 (5 место) |

(скипы выделены полужирным шрифтом)